# Pristomerus caris
Pristomerus caris är en stekelart som beskrevs av Michael G. Fitton 1994. Pristomerus caris ingår i släktet Pristomerus och familjen brokparasitsteklar. Inga underarter finns listade i Catalogue of Life.